# Troye-d’Ariège
Troye-d’Ariège település Franciaországban, Ariège megyében. Lakosainak száma 110 fő (2022. január 1.). Troye-d’Ariège Aigues-Vives, La Bastide-de-Bousignac, Belloc, Léran, Limbrassac, Saint-Julien-de-Gras-Capou és Saint-Quentin-la-Tour községekkel határos.

## Népesség
A település népessége az elmúlt években az alábbi módon változott:
| Lakosok száma | 66   | 64   | 84   | 80   | 93   | 90   | 86   | 101  | 109  | 110  |
|               | 1968 | 1982 | 1990 | 2006 | 2013 | 2015 | 2017 | 2019 | 2020 | 2022 |